# Nogueira, Meixedo e Vilar de Murteda
Nogueira, Meixedo e Vilar de Murteda (oficialmente: União das freguesias de Nogueira, Meixedo e Vilar de Murteda) é uma freguesia portuguesa do município de Viana do Castelo, com 27,41 km² de área e 1433 habitantes (censo de 2021). A sua densidade populacional é 52,3 hab./km².

## História
Foi constituída em 2013, no âmbito de uma reforma administrativa nacional, pela agregação das antigas freguesias de Nogueira, Meixedo e Vilar de Murteda com sede em Nogueira.

## Demografia
A população registada nos censos foi:
| Distribuição da População por Grupos Etários | Distribuição da População por Grupos Etários | Distribuição da População por Grupos Etários | Distribuição da População por Grupos Etários | Distribuição da População por Grupos Etários | Distribuição da População por Grupos Etários |
| -------------------------------------------- | -------------------------------------------- | -------------------------------------------- | -------------------------------------------- | -------------------------------------------- | -------------------------------------------- |
| Antes da agregação                           |                                              |                                              |                                              |                                              |                                              |
| Ano                                          | 0-14 anos                                    | 15-24 anos                                   | 25-64 anos                                   | >= 65 anos                                   | Total                                        |
| 2001                                         | 226                                          | 223                                          | 806                                          | 376                                          | 1631                                         |
| 2011                                         | 224                                          | 165                                          | 781                                          | 427                                          | 1597                                         |
| Após a agregação                             |                                              |                                              |                                              |                                              |                                              |
| Ano                                          | 0-14 anos                                    | 15-24 anos                                   | 25-64 anos                                   | >= 65 anos                                   | Total                                        |
| 2021                                         | 154                                          | 132                                          | 690                                          | 457                                          | 1433                                         |